# Литъл Джо (ракета)
Литъл Джо (на английски: Little Joe) е семейство американски ракети-носители, което включва ракетите Литъл Джо I и Литъл Джо II.

## Литъл Джо I
Литъл Джо I е твърдогоривна, двустепенна ракета-носител, произведена от North American Aviation за първата американска пилотирана космическа програма Мъркюри.

### Предназначение
Използвана е за носител в системата за аварийно спасяване на космическия кораб Мъркюри и за осъществяване на суборбитални космически полети. Представлява група от 4 до 8 твърдогоривни двигатели, осигуряващи висока начална скорост, събрани в пакет под аеродинамичен обтекател със стабилизатори. Изстрелването е почти вертикално и неуправляемо. Ракетата е евтина и не се нуждае от сериозна поддръжка. Оказва се много подходяща за тестови изпитания на САС. Стартовата ѝ маса позволява суборбитален космически полет. Ракетата може да вдигне капсула с астронавт на борда на височина около 180 km. Първоначално е замислена като универсална тактическа бойна ракета, но не постъпва на въоръжение в USArmy. Общо са осъществени осем старта от НАСА по програмата Мъркюри.

### Спецификация

#### Размери
- Височина – 15,2 m
- Диаметър – 2,03 m
- Размах на стабилизаторите – 6,5 m
- Маса – 12 700 kg

#### Двигатели
- Брой – 4, 6 или 8.
- Тип – твърдогоривни.
- Модел – Thiokol XM19 (за старт) и Thiokol XM33 (основен).
- Тегло – 159 kg (за Thiokol XM19) и 4424 кг. (за Thiokol XM33).
- Тяга – 167 kN (за Thiokol XM19) и 259 kN (за Thiokol XM33).
- Време за работа 1,53 s (за Thiokol XM19) и 37 – 38 s (за Thiokol XM33).

## Литъл Джо II
Литъл Джо II е твърдогоривна, едностепенна ракета – носител, произведена от Норт Американ авиейшън за програмата Аполо на НАСА.

### Предназначение
Литъл Джо II е използвана в пет суборбитални безпилотни космически полети за тестове на системата за аварийно спасяване на космическия кораб Аполо и проверка работата на парашутната система за приводняване. Това е най – малката ракета от четирите носители използвани в програмата.

### Спецификация

#### Размери
- Височина – 26,2 m
- Диаметър – 3,9 m
- Размах на стабилизаторите – 8,7 m
- Маса – 25 900 kg

#### Двигатели
- Брой – 2
- Тип – твърдогоривни.
- Модел – Thiokol XM19 (за старт) и Algol (основен).
- Тегло – 159 kg (за Thiokol XM19) и 10 180 kg (за Algol).
- Тяга – 167 kN (за Thiokol XM19) и 465 kN (за Algol).
- Време за работа 1,53 s (за Thiokol XM19) и 40 s (за Algol).